# Ekur
Ekur (en sumeri 𒂍𒆳 É.KUR) també conegut com a Duranki, un terme sumeri que significa "Casa de muntanya", va ser un temple situat a la ciutat de Nippur on es venerava el Déu Enlil.
Era considerat el lloc on es celebrava l'assemblea dels déus al jardí dels déus, amb un paral·lelisme amb el mont Olimp de la mitologia grega, i era l'edifici més venerat i sagrat de l'antiga Sumer.
El temple, que estigué en funcionament fins al segle vii aC, és mencionat al codi d'Hammurabi, i el mateix Hammurabi se'n declarà pietós.